# Thronehammer
Thronehammer est un groupe de doom metal allemand, originaire de Fürth.

## Histoire
Thronehammer est initialement fondé en 2012 par Stuart West (nom de scène de Torsten Trautwein) en tant que projet parallèle à Obelyskkh. Après une seule démo la même année, le groupe ne fait rien jusqu'en 2018, lorsque Tim Schmidt (nom de scène de Tim Hammersmith, entre autres avec Seamount et Naked Star) et Kat Shevil Gillham (entre autres Blessed Realm, Lucifer's Chalice) rejoignent le groupe. Le premier signe de vie du nouveau line-up est le split EP Vol.1 - Vampire Bites avec Lord of Solitude chez le label The Church Within Records. Une tournée avec Lord Vicar suit.
En 2019, l'album Usurper of the Oaken Throne sort, également chez The Church Within. Le groupe joue au festival Hammer of Doom la même année.
Le deuxième album Incantation Rites paraît en 2021 chez le label indépendant allemand Supreme Chaos Records. Il atteint la 85e des ventes allemandes.

## Discographie
Albums
- 2019 : Usurper of the Oaken Throne (The Church Within Records)
- 2021 : Incantation Rites (Supreme Chaos Records)

Autres publications
- 2012 : Black Mountain Dominion (démo)
- 2018 : Vol. 1 – Vampire Bites (split avec Lord of Solitude, The Church Within Records)

## Source de la traduction
- (de) Cet article est partiellement ou en totalité issu de l’article de Wikipédia en allemand intitulé « Thronehammer » (voir la liste des auteurs).

1. ↑  (de) « Incantation Rites », sur offiziellecharts.de (consulté le 6 octobre 2021)